# Villaseca de Arciel
Villaseca de Arciel é um município da Espanha na província de Sória, comunidade autónoma de Castela e Leão, de área 21,65 km² com população de 40 habitantes (2004) e densidade populacional de 1,85 hab/km².

## Demografia
| Variação demográfica do município entre 1991 e 2004 | Variação demográfica do município entre 1991 e 2004 | Variação demográfica do município entre 1991 e 2004 | Variação demográfica do município entre 1991 e 2004 |
| --------------------------------------------------- | --------------------------------------------------- | --------------------------------------------------- | --------------------------------------------------- |
| 1991                                                | 1996                                                | 2001                                                | 2004                                                |
| 57                                                  | 50                                                  | 42                                                  | 40                                                  |